# Alpujarras

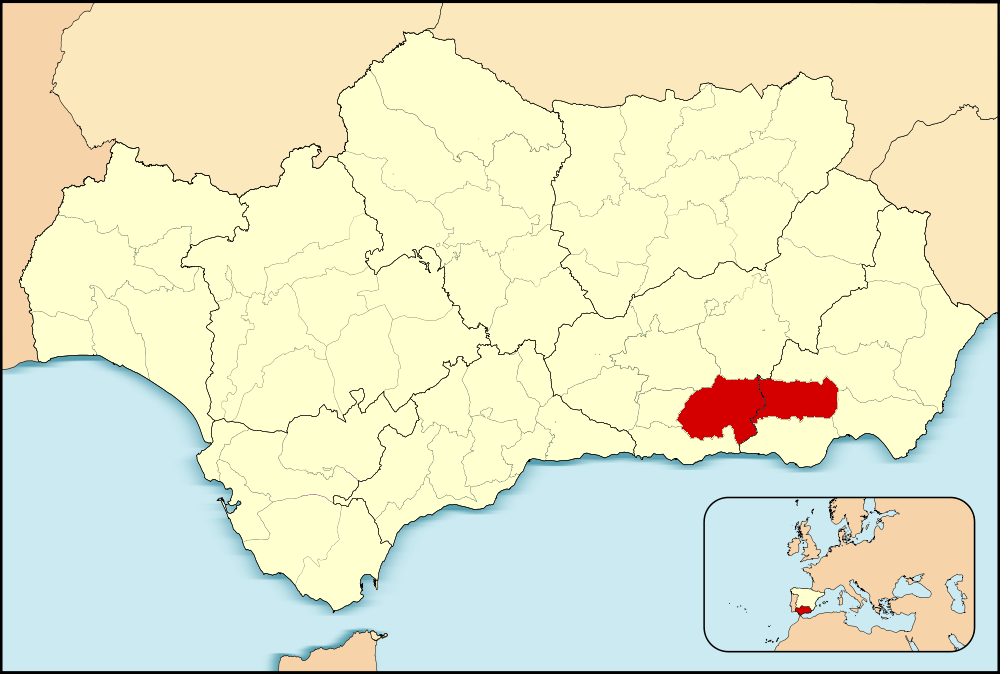
Lage der Alpujarras in Andalusien

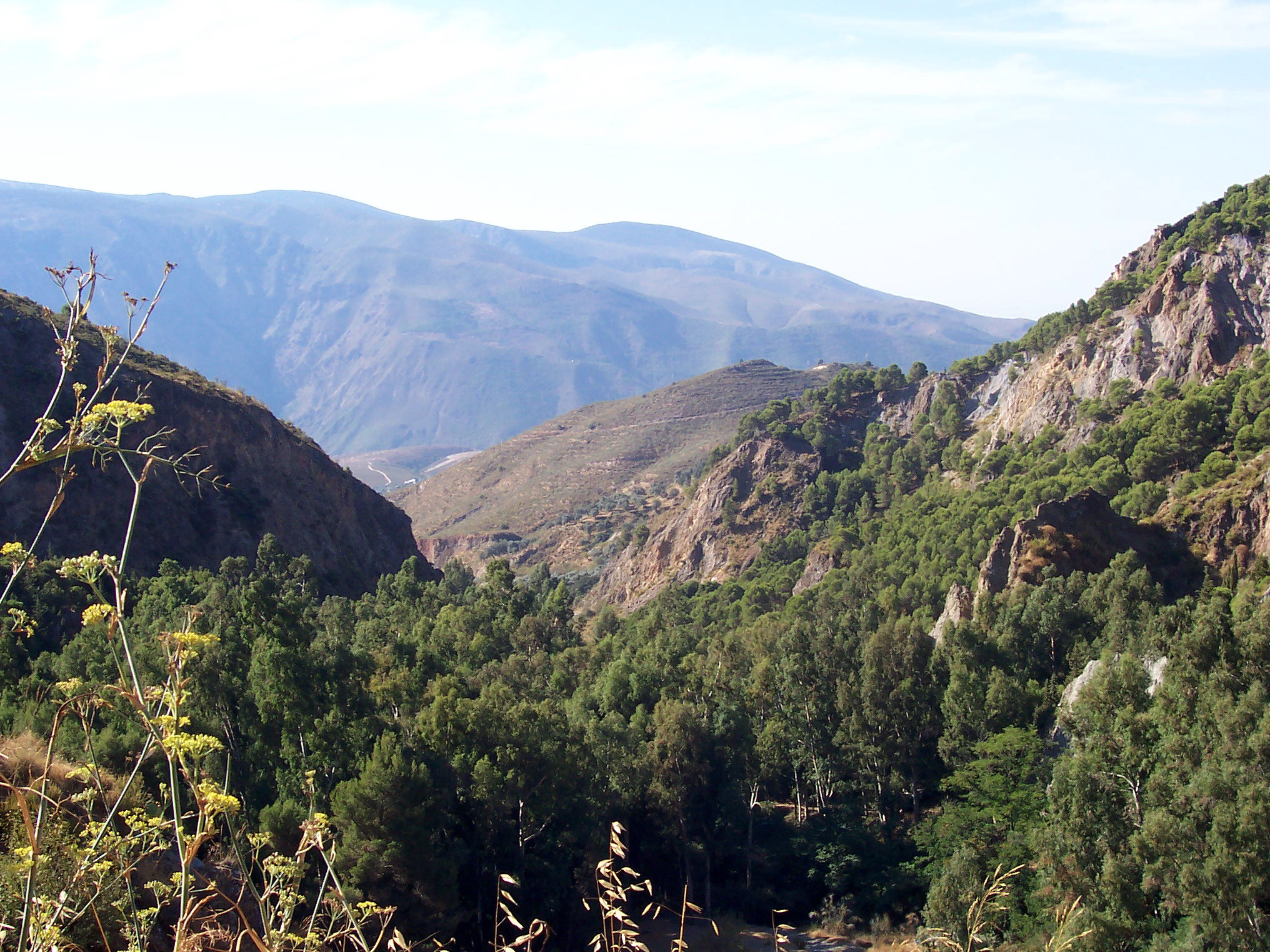
Berglandschaft in den Alpujarras

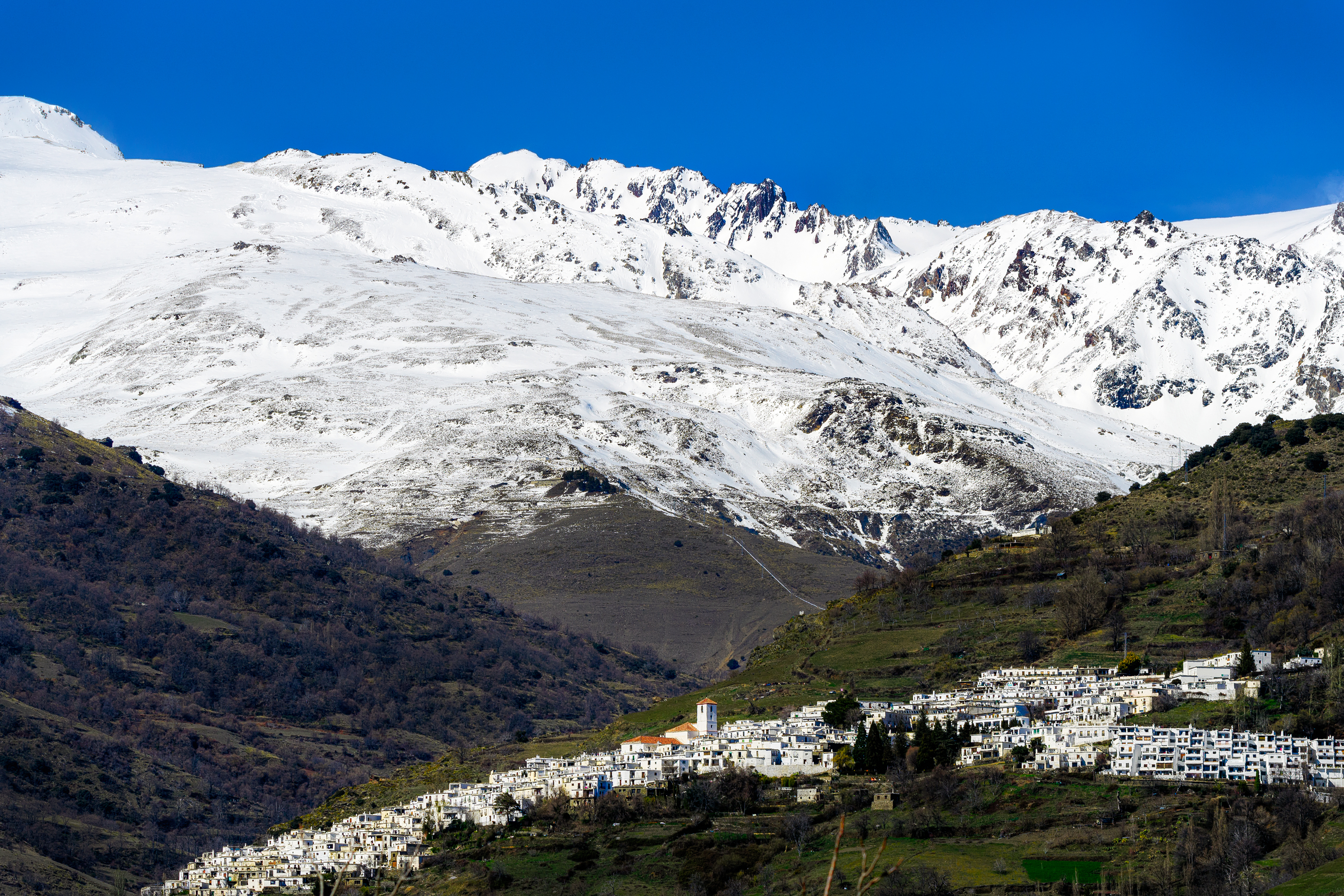
Capileira mit den schneebedeckten Bergen der Sierra Nevada

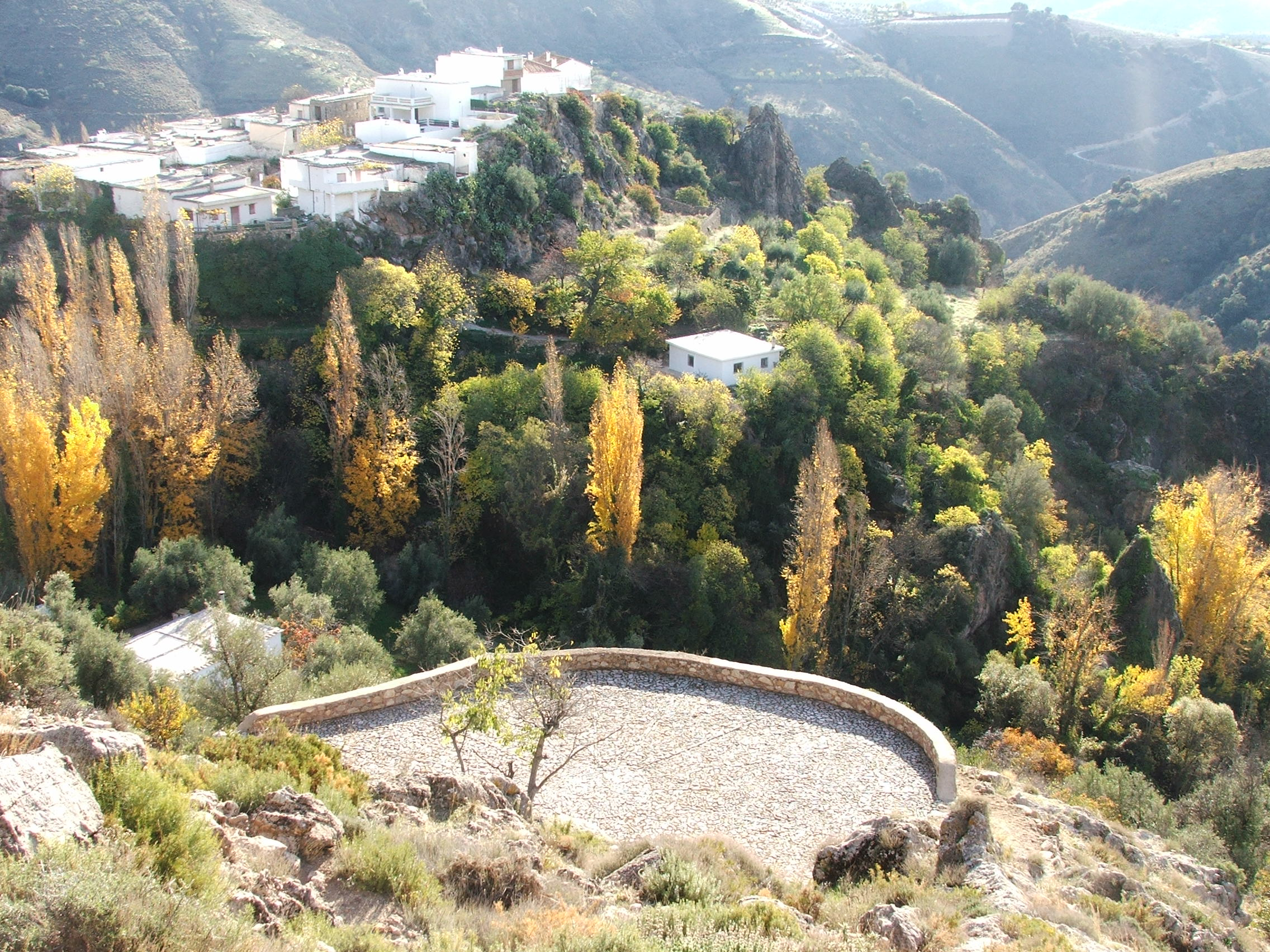
Cástaras mit Dreschplatz

Die Alpujarras (arabisch البشرات al-bušarāt), im Spanischen ist auch die Singularform La Alpujarra geläufig, sind eine größtenteils in der Provinz Granada in der autonomen Region Andalusien in Spanien gelegene Gebirgsregion. Der westliche Teil bildet den Südhang der Sierra Nevada, während sich der östliche Teil bis in die Provinz Almería erstreckt.

## Geographie
Die Alpujarras sind ein traditionell in drei Teile (Alpujarra Alta, Alpujarra Media und Alpujarra Baja) gegliederter zerklüfteter Gebirgszug mit Maximalhöhen um die 2000 m. Die zumeist etwa 800 bis 1000 m hoch gelegenen Orte (höchste Orte sind Trevélez (ca. 1475 m) und Capileira (ca. 1435 m)) finden sich hauptsächlich an den Südhängen steiler Täler, die von aus der Sierra Nevada kommenden Wasserläufen (z. B. Río Guadalfeo, Río Trevélez, Río Poqueira, Río Andarax, Río Nacimiento) durchzogen sind. Diese sorgen – zusammen mit dem warmen Klima vom nahen Mittelmeer – für eine fruchtbare Vegetation und gute Voraussetzungen für die Landwirtschaft, zu der traditionell auch die Viehzucht gehört.
Orte in den Alpujarras
Bekannte Siedlungen in den Alpujarras sind die größeren Orte Lanjarón, Órgiva und Ugíjar sowie das durch Schinken und Tourismus bekannte Trevélez; auch die von ihrer idyllischen Lage geprägten drei Orte Capileira, Bubión und Pampaneira sind erwähnenswert.
| - Alboloduy (Almería) - Alcolea (Almería) - Alhabia (Almería) - Alhama de Almería (Almería) - Alicún (Almería) - Almegíjar (Granada) - Almócita (Almería) - Alpujarra de la Sierra (Granada) - Alsodux (Almería) - Bayárcal (Almería) - Beires (Almería) - Bentarique (Almería) - Bérchules (Granada) - Bubión (Granada) - Busquístar (Granada) - Cádiar (Granada) | - Cáñar (Granada) - Capileira (Granada) - Carataunas (Granada) - Cástaras (Granada) - Canjáyar (Almería) - Capileira (Granada) - Fondón (Almería) - Huécija (Almería) - Íllar (Almería) - Instinción (Almería) - Juviles (Granada) - La Taha (Granada) - Lanjarón (Granada) - Laujar de Andarax (Almería) - Lobras (Granada) - Murtas (Granada) | - Nevada (Granada) - Ohanes (Almería) - Órgiva (Granada) - Padules (Almería) - Pampaneira (Granada) - Paterna del Río (Almería) - Pórtugos (Granada) - Rágol (Almería) - Santa Cruz de Marchena (Almería) - Soportújar (Granada) - Terque (Almería) - Torvizcón (Granada) - Trevélez (Granada) - Turón (Granada) - Ugíjar (Granada) - Válor (Granada) |

## Geschichte

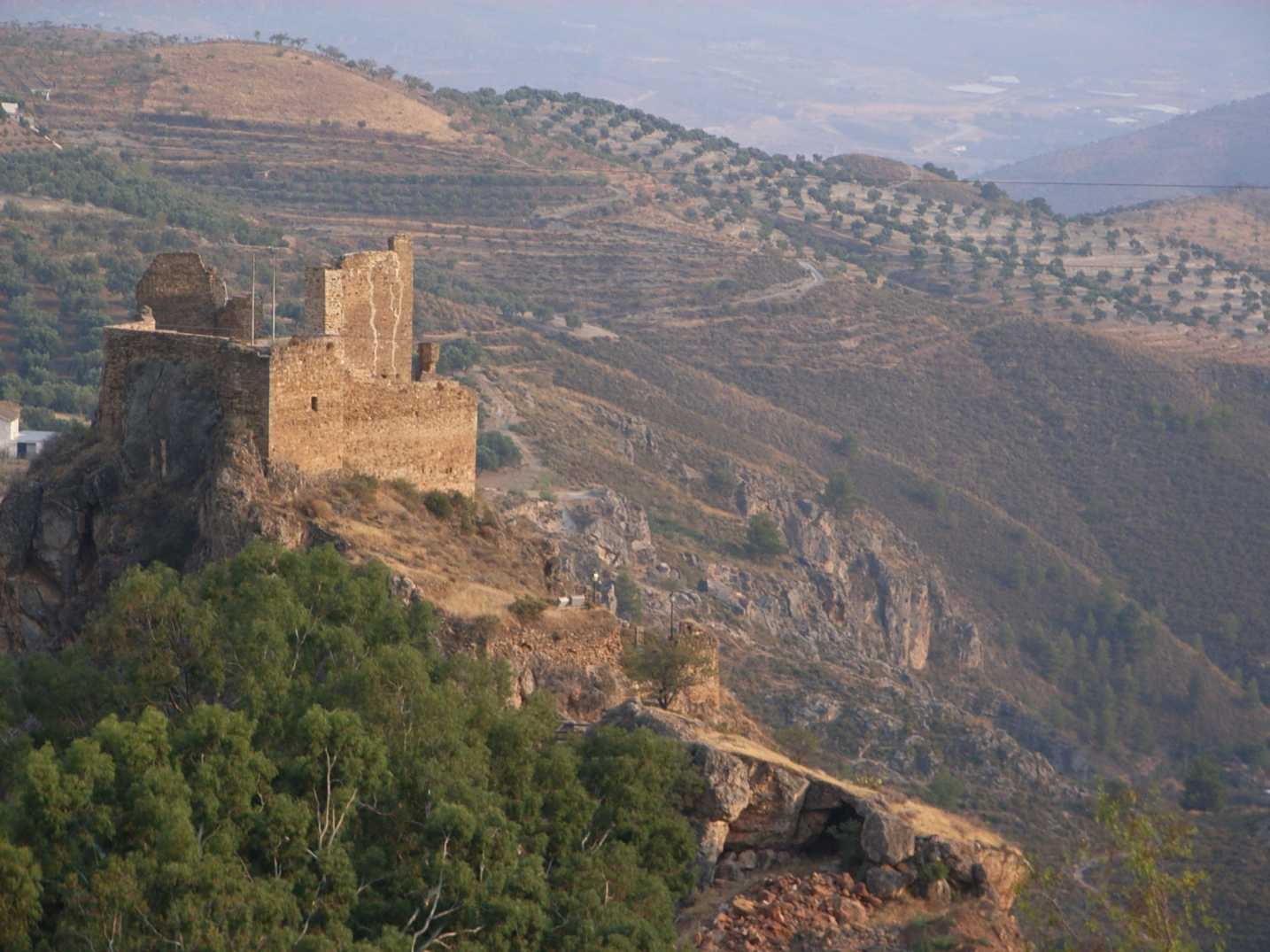
Maurische Burg bei Lanjarón (zerstört um 1500)

Berichte über die Alpujarras gibt es seit der arabischen Besiedlung ab 711. Vor allem zuwandernde Berber prägten das Land durch die Terrassierung der Berge und die Entwicklung eines ausgeklügelten Bewässerungssystems. Im 9./10. Jahrhundert führte ʿUmar ibn Hafsūn einen Aufstand gegen das Emirat von Córdoba an. Ab dem 11. Jahrhundert, zur Zeit des Taifa-Königreichs von Almería, entwickelten sich die Alpujarras zu einem Zentrum der Seidenherstellung. Im Jahr 1228 kam es erneut zu einem Aufstand gegen die herrschende Almohadendynastie. Im 13. Jahrhundert teilten die nun von Granada aus herrschenden Nasriden die Region große Gemeindebezirke (tahas) ein und befestigten diese mit Kastellburgen und Wachtürmen (atalayas).

### Moriskenaufstände und Vertreibungen
Die relative Isoliertheit der Region führte nach der Eroberung Granadas durch die Katholischen Könige im Jahre 1492 dazu, dass sich viele Muslime hierhin zurückzogen. Der letzte nasridische Emir Muhammad XII., genannt „Boabdil“, hatte dort nach seiner Kapitulation kurzzeitig sein letztes Refugium auf europäischem Boden, bevor er sich – allerdings ohne seine kurz zuvor verstorbene Frau Morayma und seine Kinder – nach Fès in Marokko zurückzog.

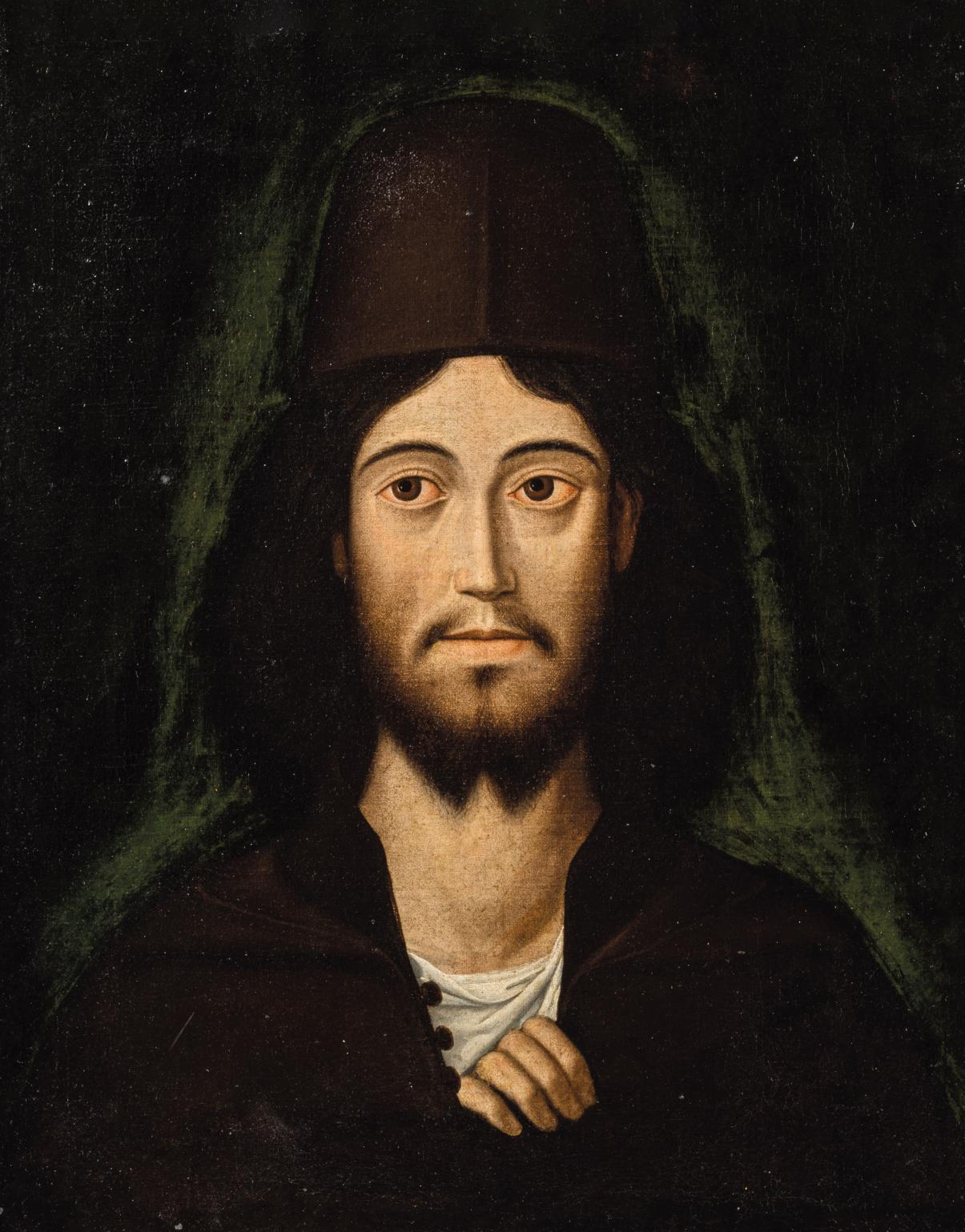
Muhammad XII.,

Von der noch 1492 proklamierten religiösen Toleranz sollte in der Praxis wenig übrig bleiben. Die spanische Feudalherrschaft erzeugte in den Alpujarras Spannungen, die sich schon im Jahr 1500 in gewaltsamen Aufständen entluden.
Mit der Herrschaft Philipps II. verschärfte sich die Unterdrückung der islamischen Bevölkerung, wozu das Verbot des Islams und der arabischen Muttersprache gehörten. Dies führte in der zweiten Hälfte des 16. Jahrhunderts zu einem Aufstand der als Morisken bezeichneten zwangsweise zum Christentum konvertierten Muslime unter Abén Humeya. Dieser wurde am 27. Februar 1568 zum König ausgerufen und wenig später in Cádiar gekrönt. Im April 1569 erhielt Juan de Austria, der Halbbruder des spanischen Königs, den Befehl über die spanischen Truppen und schlug nach und nach den Aufstand nieder. Im Oktober 1569 fiel Aben Humeya einer familiären Verschwörung zum Opfer; sein Nachfolger Abén Aboo erlitt das gleiche Schicksal. Im Oktober 1570 unterlagen die letzten 300 aufständischen Morisken. Es folgte die Ausweisung der überlebenden etwa 80.000 Morisken zumeist nach Westandalusien, La Mancha oder Altkastilien. Von etwa 400 Orten wurden 270 mit Bauern aus Galicien, Asturien und Kastilien-León neu besiedelt; die übrigen Ortschaften verfielen. Die neuen Bewohner waren allerdings nicht in der Lage, das berberische Bewässerungssystem weiterzuführen. Die Landwirtschaft verfiel und die Region geriet in den folgenden Jahrhunderten weitgehend in Vergessenheit.

### Neuzeit
Die Dörfer der Alpujarras erlebten im 17. und 18. Jahrhundert ein anhaltendes Bevölkerungswachstum, das sich jedoch seit dem Ende des 19. Jahrhunderts allmählich ins Gegenteil verkehrte: Viele Bewohner wanderten in die Städte ab oder verließen das Land in Richtung Südamerika.
Im spanischen Bürgerkrieg (1936–1939) blieben der Ost- und der Mittelteil der Alpujarras zunächst unter republikanischer Kontrolle, während die Franquisten das Gebiet von Granada bis Lanjarón kontrollierten und Órgiva zwischen den Fronten lag.

### Gegenwart
Heutzutage wohnen in der Gegend viele ausländische Residenten und „Aussteiger“. Auf dem Gemeindegebiet von Soportújar befindet sich das buddhistische Zentrum O Sel Ling („Ort von hellem Licht“) mit einem ca. 4 m hohen Chörten und einem Tempel zu Ehren der Halbgöttin Tara.

## Wirtschaft
Die Alpujarras sind eine äußerst ländliche Gegend mit geringer Wirtschaftskraft. In der Gegend werden Weinbau und Landwirtschaft (v. a. der Anbau von Mandelbäumen) betrieben. Hauptprodukte dürften jedoch das in Lanjarón produzierte Mineralwasser gleichen Namens und der lokale Schinken (besonders der Jamón de Trevelez) sein. Von ihrem landschaftlichen Charme profitiert der Tourismus, der seit den 1960er Jahren ein wichtiger Wirtschaftszweig geworden ist. Neben Tagestouristen aus der nahegelegenen Stadt Granada oder von der Mittelmeerküste besuchen im Frühling und Herbst viele Wanderer diese Gegend.

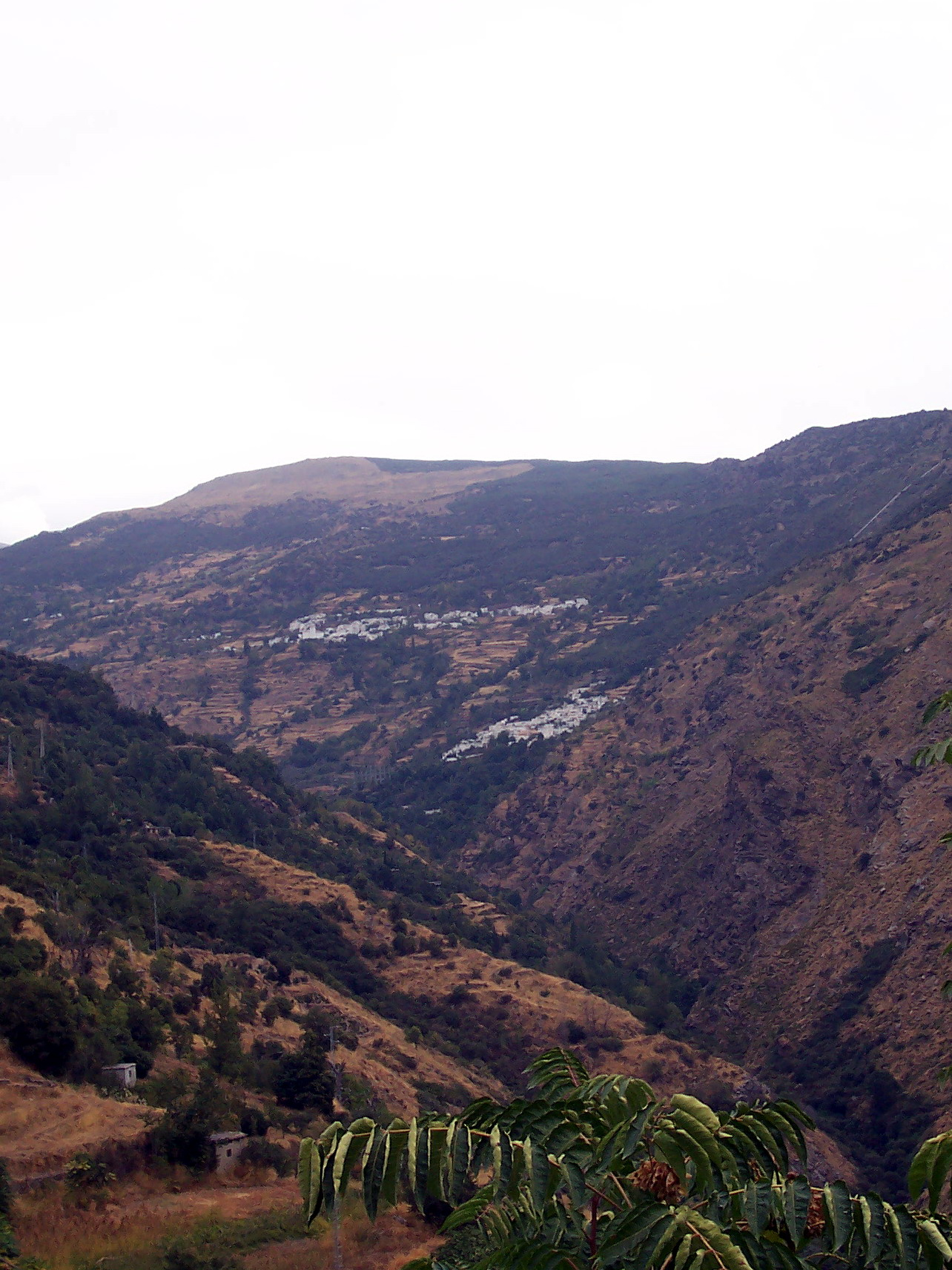
Bubión und Pampaneira

## Verkehr
Seit einigen Jahren führt eine Autobahn von Granada direkt nach Süden. Dabei führt sie auch am westlichen Rand der Alpujarras vorbei und hat einen Anschluss direkt bei Lanjarón. Von hier aus ist das ganze Gebiet auf allerdings sehr kurvigen und steilen Straßen zugänglich. Von Granada aus gibt es einen regelmäßigen Busservice, aber auch von der Mittelmeerküste gibt es verschiedene Straßen ins Hinterland.

## Tourismus
Der Tourismus wird in den Alpujarras immer wichtiger. Hauptanziehungspunkt ist hierbei Trevélez, der wohl höchstgelegene Ort Spaniens. Aber auch die drei sehr nah beieinander gelegenen Ortschaften Capileira, Bubión und Pampaneira liegen landschaftlich sehr reizvoll unterhalb des Mulhacén und sind bekannt für ihre weißen Gebäude. Gerade von diesen Orten aus gibt es vielfältige Möglichkeiten zum Wandern, Bergsteigen und Mountainbiking, besonders im angrenzenden Nationalpark der Sierra Nevada.